# Ражково (Костромская область)
Ражково — опустевшая деревня в Солигаличском муниципальном округе Костромской области. Входит в состав Лосевского сельского поселения

## География
Находится в северо-западной части Костромской области на расстоянии приблизительно 16 км на юг-юго-восток по прямой от города Солигалич, административного центра района.

## История
В 1872 году здесь было отмечено 7 дворов, в 1907 году—8.

## Население
Постоянное население составляло 34 человека, 36 (1897), 44 (1907), 0 как в 2002 году, так и в 2022.